# Libyens historia i Osmanska riket

Libyen ligger i Nordafrika vid Medelhavets kust

Genom hela 1500-talet kämpade det Habsburgska Spanien och Osmanska riket om överhögheten i Medelhavet. Spanska styrkor hade redan ockuperat ett antal andra nordafrikanska hamnstäder när de år 1510 intog Tripoli, förstörde staden och byggde en befäst flottbas av spillrorna. Tripoli var dock endast av marginell betydelse för Spanien, och år 1524 anförtrodde kejsaren Karl V försvaret av staden åt malteserorden.
Sjöröveri, vilket för både kristna och muslimer var en dimension av konflikten mellan motståndarmakterna, lockade äventyrare från runt Medelhavet till kuststäderna och öarna i Maghreb. Bland dem fanns Khair ad Din, kallad Barbarossa, som år 1510 intog Alger under förevändning att försvara det mot spanjorerna. Barbarossa erkände senare den osmanske sultanens suzeränitet över det territorium som han kontrollerade och blev i sin tur utsedd till sultanens regent i Maghreb.  Barbarossa och hans efterträdare använde Alger som sin bas och befäste den osmanska makten i centrala Maghreb, utvidgade den till Tunisien och Tripolitanien och hotade Marocko. År 1551 drevs riddarna ut ur Tripoli av den turkiske amiralen Sinan Pasha. Nästa år återställdes ordningen i kuststäderna av Draughut Pasha, en turkisk piratkapten som utnämnts till guvernör av sultanen. Han satte igång med att pacificera de arabiska nomaderna i Tripolitanien, men erkände svårigheten att underkuva ett folk "som bär sina städer med sig." Först på 1580-talet gav härskarna av Fezzan sin trohet till sultanen, men turkarna avstod från att försöka utöva inflytande där. Den osmanska makten var frånvarande också i Cyrenaika, men en bey (befälhavare) stationerades i Benghazi i slutet av nästa århundrade för att agera som agent för regeringen i Tripoli.

## Paschor och dejer

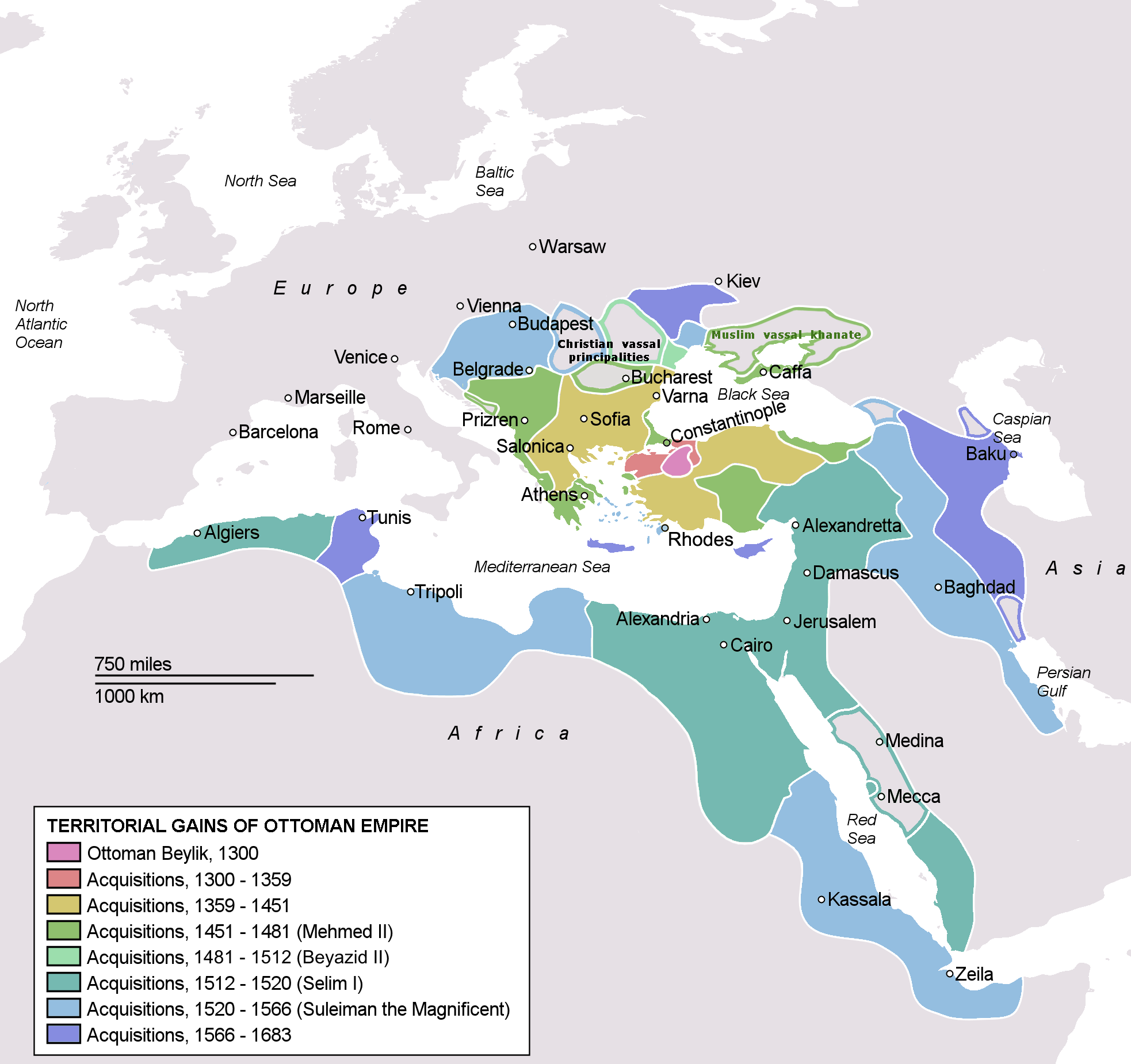
Osmanska riket vid dess största utbredning 1683

Det osmanska Maghreb var formellt indelat i tre regentskaper - i Alger, Tunis och Tripoli. Efter 1565 befästes makten som regent i Tripoli hos en pascha som utsågs av sultanen. Regentskapet ombesörjdes av en kår janitsjarer, rekryterade från turkiska bönder som var förpliktigade till livslång militärtjänst. Kåren var organiserad i kompanier, som var och en var kommenderad av en lägre officer med gradbeteckningen dej (turkiska dey, bokstavligen "morbror"). Den bildade ett självstyrande militärt gille, underkastat sina egna lagar, vars intressen skyddades av Divanen, ett råd av högre officerare som även var rådgivare till pashan. Med tiden blev paschans roll reducerad till den som ceremoniell statschef och representant för den osmanska suzeräniteten, då den verkliga makten kom att ligga hos armén.
Myterier och kupper var vanliga, och i allmänhet var janitsjarerna lojala mot vem som helst som betalade och utfodrade dem mest regelbundet. År 1611 genomförde dejerna en framgångsrik kupp och tvingade pashan att tillsätta deras ledare, Suleiman Safar, som regeringschef. I denna kapacitet fortsatte han och hans efterträdare att bära titeln dej. Vid olika tidpunkter var deyen också pasha-regent. Successionen i ämbetet skedde i allmänhet i samband med intriger och våld. Regentskapet som han styrde var autonom i inre affärer och, fastän den var beroende av sultanen för nya rekryter till janitsjarkåren, lämnades hans regering att följa en nästan självständig utrikespolitik också.
Tripoli, som hade 30 000 invånare vid slutet av 1600-talet, var den enda någorlunda stora staden i regentskapet. Huvuddelen av dess invånare var morer, som stadsboende araber kallades. Flera hundra turkar och renegater bildade en styrande elit avskild från resten av befolkningen. Ett större inslag var khouloughlis (bokstavligen "söner till tjänare"), avkomma till turkiska soldater och arabiska kvinnor som traditionellt innehade höga administrativa positioner och tillhandahöll officerare för spahier, provinsens kavallerienheter som förstärkte janitsjarkåren. De identifierade sig med lokala intressen och blev till skillnad från turkarna respekterade av araberna. Khouloughlis uppfattades som en särskild kast och levde i sin menshia, en lummig oas strax utanför stadsmurarna. Judar och moriscos, ättlingar till muslimer som utvisats från Spanien på 1500-talet, var aktiva som köpmän och hantverkare. Vissa moriscos nådde också ryktbarhet som pirater. En liten grupp europeiska handelsmän samlades runt de utländska konsulernas områden. Konsulernas främsta uppgift var att förhandla om frigivning av fångar som förts till Tripoli av sjörövare. Europeiska slavar och större antal förslavade svarta afrikaner som transporterats från Sudan förekommer överallt i stadslivet.

### Karamanlierna
Då Tripoli saknade styrning från Porten (den osmanska regeringen) föll staden ned i en period av militär anarki då kupp följde på kupp och få deyer var kvar vid makten i mer än ett år. År 1711 intog Ahmad Karamanli, en populär khouloughlisk kavalleriofficer,  Tripoli och köpte sedan sitt godkännande av sultanen som pascha-regent med egendom som konfiskerats från turkiska ämbetsmän som han hade massakrerat under kuppen. Fastän han fortsatte att erkänna osmansk suzeränitet till namnet skapade Ahmad (regerade 1711-45) en oberoende ärftlig monarki i Tripoli med en regering som i huvudsak var arabisk i sin sammansättning. Intelligent och rådig såväl som hänsynslös ökade han sina intäkter med sjöröveri, drev en aktiv utrikespolitik med europeiska makter, använde ett lojalt militärt etablissemang för att vinna stammarnas trohet och utsträckte sin makt in i Cyrenaika.
Karamanliregimen försvagades dock under Ahmads efterföljare. År 1793 störtade en turkisk officer, Ali Benghul, Karamanlierna och återförde Tripoli under osmanskt styre. Med hjälp från beyen av Tunis återkom Yusuf ibn Ali Karamanli (regerade 1795-1832) till Tripoli och installerade sig som pascha. Han var en återgång till dynastins grundare som tämjde stammarna och trotsade både Porten och den brittiska sjömakten för att bistå Napoléon Bonaparte under hans egyptiska kampanj 1799.
Effektiviteten hos Tripolis sjörövare hade sedan länge förfallit, men enbart deras rykte var tillräckligt för att förmå europeiska länder att betala den tribut som pashan utpressade för att försäkra dem säker passage på deras färd genom tripolitanska vatten. Amerikanska handelsskepp, som inte längre täcktes av brittiskt beskydd, intogs av pirater från barbareskstaterna under åren efter USA:s självständighet, och amerikanska besättningar togs som slavar. År 1799 gick USA med på att betala Yusuf 18 000 amerikanska dollar om året i utbyte mot ett löfte att Tripoli-baserade sjörövare inte skulle ofreda amerikanska skepp. Liknande arrangemang gjordes vid samma tid med härskarna i Marocko, Alger och Tunis.. 1801 förklarade dock pashan krig mot USA och Sverige, och de kommande årens stridigheter kallas barbareskkriget. 
Under åren omedelbart efter Napoleons era, som tog slut 1815, tvingade de europeiska makterna fram ett slut på piratverksamheten och betalning av tribut till barbareskstaterna. När Tripoli så hade berövats basen för sin ekonomi kunde man inte längre betala grundläggande importer eller sköta sin utlandsskuld. När Frankrike och Tyskland utövade påtryckningar å Tripolis fordringsägares vägnar, godkände Divanen särskilda skatter för att få de behövda intäkterna. Införandet av skatterna utlöste ett ramaskri i städerna och bland stammarna som snabbt urartade till inbördeskrig. Då landets lojaliteter var uppdelat mellan rivaliserande tronpretendenter abdikerade Yusuf till förmån för sin son Ali II (regerade 1832–1935). Till svar på Alis förfrågan om bistånd och på grund av rädsla för det europeiska maktövertagandet i Tripoli skickade den osmanske sultanen Mehmet II turkiska trupper, föregivet för att slå ned de många upproren mot pashan och återställa ordningen. Men Ali sattes på ett turkiskt krigsskepp som förde honom i exil, medan sultanens trupper återinförde osmanskt styre i Tripoli.

### Den osmanska återhämtningen
Det administrativa system som turkarna införde var typiskt för det som återfanns i övrigt i Osmanska riket. Tripolitanien, som alla tre historiska regioner gemensamt betecknades, blev en osmansk vilayet (provins) under en wali (generalguvernör) tillsatt av sultanen. Provinsen bestod av fyra sandjaker (underprovinser), som var och en administrerades av en mutasarrif (generallöjtnant) som var ansvarig inför generalguvernören. Dessa underprovinser indelades var och en i omkring femton distrikt.
Verkställande befattningshavare från generalguvernören nedåt var turkar. Mutasarrifen bistods i vissa fall av ett råd och, på de lägre nivåerna förlitade sig de turkiska tjänstemännen på stöd och råd från stamshejker. Administrativa distrikt under den underprovinsiella nivån motsvarade de stamområden som fortsatt var fokus för arabernas identifikation.
Fastän systemet var logiskt och verkade effektivt på pappret tillämpades det aldrig konsekvent i hela landet. Turkarna mötte starkt lokalt motstånd genom 1850-talet och visade begränsat intresse för att genomdriva osmansk kontroll över Fezzan och det inre av Cyrenaika. År 1879 avskildes Cyrenaika från Tripolitanien, och dess mutasarrif rapporterade därefter direkt till Konstantinopel (dagens Istanbul). Efter 1908 års reform av det osmanska styret hade båda befogenhet att skicka representanter till det osmanska parlamentet.
I en ansträngning att ge landet en skattebas försökte turkarna utan framgång att stimulera jordbruket. I allmänhet kännetecknades dock det osmanska styret under 1800-talet av korruption, uppror och förtryck. Regionen var en eftersatt provins i ett förfallande imperium som kallades "Europas sjuke man."

### Sanusiya-orden
Utanför städerna kunde ulaman ofta ersättas som folkets andliga vägledare av vandrande heliga män som kallades marabouter, mystiker och siare vilkas tradition föregick islam. De kallades "markens män" och införlivades i intensivt lokala kulter av helgon. De hade traditionellt agerat skiljedomare i lokala dispyter och när regeringens auktoritet försvagades på ett visst ställe vände sig folket till marabouterna för politisk ledning såväl som för andlig vägledning. Islam hade alltså tagit form som en samexisterande blandning av ulamans skrupulösa intellektualism och massornas ibland frenetiska känslomässighet.
Grundaren av den religiösa orden Sanusiya, Muhammad bin Ali as Sanusi (1787–1859), ägde både en marabouts folkliga dragningskraft och en religiös lärds prestige. Tidigt i hans andliga utveckling hade han kommit under inflytande av sufierna, en skola mystiker som hade inspirerat en islamisk väckelse på 1700- och 1800-talen, och införlivade deras asketism i sina egna religiösa bruk. Han föddes nära Oran i Algeriet, hade rest vida omkring, studerade och undervisade vid några av de främsta islamiska lärdomscentrumen under hans tid, och hans rykte som lärd och helig man hade spritts över Nordafrika. År 1830 ärades han som den Store Sanusi (som Sanusi al Kabir) av stammarna och städerna i Tripolitanien och Fezzan nära genomreste på sin väg mot Mecka.
Han stördes av splittring och oenighet inom islam och trodde att bara ett återvändande till tidig islam och dess yrkande på stränghet i tro och moral kunde återställa religionen till dess rättmätiga ära. På basis av sin uppfattning om islams ställning och behov organiserade den store Sanusi en religiös orden och grundade dess första loge (zawiya, plural zawaayaa) nära Mecka år 1837. På grund av oenighet med de osmanska myndigheterna blev han dock tvungen att återvända till Nordafrika. Han hade först tänkt återvända till Algeriet, men utvidgningen av den franska ockupationen där bestämde att han måste slå sig ned i Cyrenaika, där de osmanska myndigheternas svaga makt tillät en atmosfär som var lämpligare för hans undervisning. Stammarna i inlandet var särskilt mottagliga för hans idéer, och år 1843 grundade han den första logen i Cyrenaika i al-Bayda.
Den store Sanusi tolererade inte fanatism. Han förbjöd användning av stimulantia likväl som bruket av frivillig fattigdom. Logens medlemmar skulle äta och klä sig inom gränserna för religiös lag och istället för att vara beroende av allmosor avkrävdes de att förtjäna sitt leverne genom arbete. Inga hjälpmedel för kontemplation, såsom de processioner, snurrningar och stympningar som användes av sufiska dervischer, var tillåtna. Den store Sanusi godtog varken de helt intuitiva sätt som beskrevs av sufiska mystiker eller rationaliteten hos den ortodoxa ulaman. Istället försökte han anpassa element från båda. Beduinerna hade inte visat något intresse för sufiernas extatiska bruk som fick anhängare i städerna, men de lockades i stora antal till Sanusiya. Den relativa enkelheten i Sanusiyas budskap var särskilt lämpad för Cyrenaikas beduiners karaktär, vilkas livsstil inte hade förändrats märkbart under århundradena sedan araberna första gången antog profetens läror.
Ledarna för Sanusiyarörelsen uppmuntrade beduinerna att visa en respekt för den store Sanusi som gränsade till vördnad för honom som helgon, en handling som var förbjuden i ortodox islam. Faktum var att stammedlemmarna såg honom som en marabout och detta var i sanning den omistliga grunden för deras tillgivenhet till honom. På inget annat sätt kunde en främling som Muhammad bin Ali ha vunnit deras trohet. Sanusiya-orden tillät slutligen sina ledare att omforma sin baraka som heliga män till en mäktig politisk kraft som var kapabel att hålla ihop en nationell rörelse.
Till den enstaka loge som grundades i al-Bayda 1843 tillfördes efterhand ett nätverk av loger över Cyrenaika som sammanband stamsystemet i regionen. Logen fyllde en viktig plats i stammedlemmarnas liv. Förutom dess uppenbara funktion som religiöst centrum och kanal för stammens baraka var den också skola, karavangård, socialt och kommersiellt centrum, domstol och tillflyktsort för de fattiga. Den tillhandahöll en plats med hög kultur och trygghet i öknens vildmark.
Före sin död år 1859 upprättade den store Sanusi ordens centrum i al-Jaghbub, som låg där pilgrimsvägen till Mecka korsade den stora handelsvägen mellan Sudan och kusten. Där grundade han en respekterad islamisk skola, liksom ett utbildningscentrum för lokala shejker. Han hoppades genom denna flytt underlätta utökad sanusisk missionärsverksamhet i Sahel och i subsahariska Afrika.
Den store Sanusis son, Muhammad, efterträdde honom som ordens ledare. På grund av sin kraftfulla personlighet och utmärkta organisatoriska talang förde Muhammad orden till höjdpunkten för dess inflytande och blev erkänd som mahdi. År 1895 flyttade mahdin ordens högkvarter 650 kilometer söderut från al-Jaghbub till oasen al-Kufrah. Där kunde han bättre övervaka missionsverksamhet som hotades av den franska kolonialismens frammarsch i Sudan, som han uppfattade i religiösa termer som kristen intervention på muslimskt territorium. Fastän orden aldrig hade använt våld i sin missionsverksamhet förklarade mahdin heligt krig (jihad) för att göra motstånd mot franska intrång och förde för första gången sanusierna i konfrontation med en europeisk makt. När mahdin dog år 1902 efterlämnade han 146 loger i Afrika och Arabien och hade fört nästan alla beduiner i Cyrenaika under ordens inflytande. Under ordens ledning hade stammarna i Cyrenaika trohet mot en enda ledare, trots deras annars ytterst splittrande rivaliteter och fejder. Därmed sammanfogade en paraplyorganisation dessa annars disparata element till en gemensam enhet förbunden av känsla och lojalitet.
Efter mahdins död efterträddes han av Ahmad ash Sharif, som styrde orden som förmyndare för sin unge kusin Muhammad Idris as Sanusi (senare kung Idris av Libyen). Ahmads kampanj mot franska styrkor var ett misslyckande och föranledde förstörelse av många Sanusiya-missioner i Västafrika.